# John Talabot
John Talabot és un DJ, productor i músic electrònic de Barcelona. John Talabot és el pseudònim, procedent del col·legi on va estudiar aquest DJ, Oriol Riverola.
Talabot havia publicat una sèrie de pistes el 2009, però va saltar a la fama amb la cançó Sunshine el 2010. Va llançar el seu àlbum de debut Fin, el gener de 2012 amb Permanent Vacation obtenint una qualificació de 5 estrelles per The Guardian.

## Discografia

### Singles
- My Old School (2009)
- Mathilda's Dream (2010)
- Sunshine (2010)
- Families (2011)

### Àlbums
- Fin (2012)